# غلام أحمد برويز
العالم غلام أحمد برويز (1903-1985). كان عالم. وحث المسلمين للتفكير بعمق أكثر في رسالة القرآن الكريم. وقد اعتبر الدين أسلوب حياة، وشكل الحكومة ونظام الحكم. وكما أعلن أنه وفقاً للإسلام فإن كل سلطة على عاتق «قانون الله (سبحانه وتعالى)» على النحو الوارد في القرآن الكريم، حيث يجب توزيع الغذاء والثروة بالتساوي على الجميع.
وكان غلام قريباً جدا من أبو الأعلى المودودي، مؤسس الجماعة الإسلامية (في باكستان). بسبب تقدمه ونظراته الليبراليه عن الإسلام.
وقد جحد غلام طاعة الرسول، وأنكر حجية السنَّة، وزعم بأن مصدر التشريع هو القرآن فقط. وأنكر وجود أدم وانها مجرد قصه تخيلية وأنكر وجود الجنة والنار وانها أماكن تخيليه وأنكر وجود الملائكة حيث زعم انهم ليسوا عالماً حقيقيّاً وإنما هم القوى المودَعة في الكائنات، والقضاء والقدر عندهم مكيدة مجوسية.

## النشأة
ولد غلام أحمد برويز في باتالا، جورداسبور, في 9 يوليو 1903. باتالا, التي هي الآن قرية في الهند وجزء من بونجوب, كانت في وقته مقعداً هاماً جداً لتعلم الدراسات الإسلامية والفلسفة الإسلامية والثقافة الإسلامية.
من عقائد [غلام أحمد برويز] يقول: (إن جميع ما ورد في القرآن الكريم من الصدقات والتوريث وما إلى ذلك من الأحكام المالية كل ذلك مؤقت تدريجي إنما يتدرج به إلى دور مستقل يسميه هو نظام الربوبية، فإذا جاء ذلك الوقت تنتهي هذه الأحكام؛ لأنها كانت مؤقتة غير مستقلة).
ويقول: (أن الرسول والذين معه قد استنبطوا من القرآن أحكاماً فكانت شريعة، وهكذا كل من جاء بعده من أعضاء شورائية لحكومة مركزية لهم أن يستنبطوا أحكاماً من القرآن فتكون تلك الأحكام شريعة ذلك العصر، وليسوا مكلفين بتلك الشريعة السابقة، ثم لا تختص تلك بباب واحد، بل العبادات والمعاملات والأخلاق كلها يجري فيه ذلك ومن أجل ذلك القرآن لم يعين تفصيلات العبادة). ويقول: (ليس المراد بالجنة والنار أمكنة خاصة بل هي كيفيات للإنسان).
وأيضا يقول: (الإيمان بالقدر خيره وشره مكيدة مجوسية جعلتها عقيدة للمسلمين). [منقول من فتوى الشيخ بن باز في غلام أحمد برويز]

## عمله
أنضم برفيز إلى الأمانة المركزية لحكومة الهند في عام 1927 وعمل في وزارة الداخلية, ورشح لذلك من قبل العلامة محمد إقبال. بعد استقلال باكستان في عام 1947, كان يعمل في الحكومة المركزية, وكان أيضاً مستشارا لمحمد علي جناح. وتقاعد برويز عن العمل في عام 1955.

## وفاته
في أكتوبر 1984 اصابه المرض الذي توفي على اثره في 24 فبراير 1985.
وقد رحل وترك خلفه أرملة وأخا (توفيا) وأختا. ولم يكن لديه أطفال.

## أشهر كتبه
- لغات القرآن (4 مجلدات)
- مفهوم القرآن (3 مجلدات)
- تبويب القرآن (3 مجلدات)
- نظام الربوبيات
- الإسلام دين التحدي
- الإنسان والفكر البشري
- تصاوف وحقيقات (حقيقة التصوف الإسلامي)
- سالم كينام (3 مجلدات)
- طاهرة كينام
- قرآني فيصلي (5 مجلدات)
- مراج الإنسانية (عن محمد )
- بركة تور (عن موسى )
- جو نور (عن إبراهيم )
- الإنسان والاله (عن نور الله في القرآن الكريم)
- إبليس وادم
- أسباب زوال الأمم[6]